# ترمولیت
ترمولیت  (به انگلیسی: Tremolite) با فرمول شیمیایی Ca2Mg5[OH-Si4O11]2 از مجموعه کانی هاست و لومینسانس کامل از قرمز تیره تا مرصع و جواهری از خود نشان می‌دهد. از نام محل کشف آن Tremola در کوه‌های آلپ اخذ شده‌است. CaO:۱۳٫۸٪ MgO:۲۴٫۱۸٪ SiO۲:۵۹٫۱۷٪ H2O:۲٫۲۲٪ برای اولین بار در ایتالیا کشف شد و از نظر شکل بلور: منشورهای طویل - رشته ای، رنگ: سفید - خاکستری - متمایل به سبز، شفافیت: غیر شفاف - نیمه شفاف، جلا: شیشه ای، رخ: کامل- مطابق با سطح، سیستم تبلور: مونوکلینیک و در رده‌بندی سیلیکات است همچنین خاصیت مغناطیسی ندارد و منشأ تشکیل آن دگرگونی - دگرگونی مجاورتی است.
همایند کانی‌شناسی (پارانژ) آن سختی - انحلال در HCl - اشعهXواکنش‌های شیمیاییکریزوتیل - ولاستونیت - کامینگتونیت- زوئیزیت- دولومیت- تالک و غیره است
، از نظر ژیزمان بلوری - آگرگات دانه‌ای - توده‌ای - رشته‌ای - شعاعی فراوان است و بیشتر در ایتالیا، اطریش، سوئیس، URSS یافت می‌شود.